# Nuage noctulescent
Les nuages noctulescents, aussi connus sous le nom de nuages polaires mésosphériques, nuages nocturnes lumineux, ou de nuages noctiluques, sont des phénomènes nuageux ténus dans la haute atmosphère de la Terre. Vus de l'espace, ils sont appelés nuages mésosphériques polaires (PMC), détectables sous la forme d'une couche de diffusion diffuse de cristaux de glace d'eau près de la mésopause polaire d'été. Ils sont constitués de cristaux de glace et, depuis le sol, ne sont visibles que pendant le crépuscule astronomique. Le terme « noctilucent » signifie « qui brille la nuit » en latin. Ils sont le plus souvent observés pendant les mois d'été entre les latitudes 50° et 70° au nord et au sud de l'équateur. Trop faibles pour être vus en plein jour, ils ne sont visibles que lorsque l'observateur et les basses couches de l'atmosphère sont dans l'ombre de la Terre, mais alors que ces nuages très élevés sont encore ensoleillés.
Des études récentes suggèrent que l'augmentation des émissions de méthane dans l'atmosphère produit de la vapeur d'eau supplémentaire une fois que les molécules de méthane atteignent la mésosphère - créant ou renforçant les nuages noctulescents existants.

## Éléments généraux

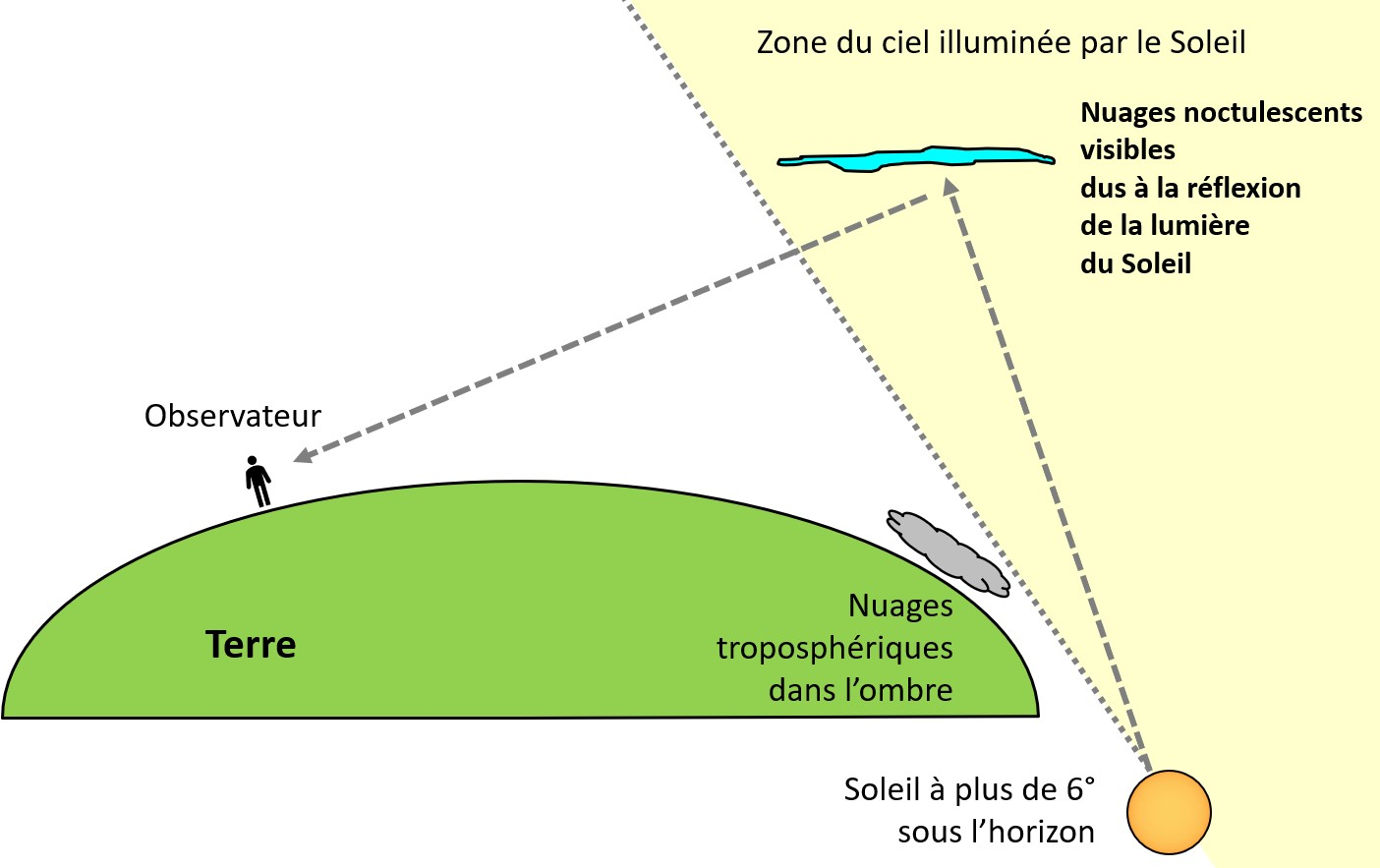
Conditions de visibilité des nuages noctulescents depuis la surface de la Terre

Les nuages noctulescents sont les nuages les plus hauts dans l'atmosphère terrestre, situés dans la mésosphère, à une altitude d'environ 75 à 90 km, tandis que les autres nuages se répartissent entre 12 km et la surface. Depuis la surface terrestre, les nuages noctulescents sont visibles seulement quand ils sont illuminés (par le soleil) par en dessous, ce qui suppose que la lumière du Soleil n'éclaire plus le sol et les basses couches de l'atmosphère qui sont déjà dans l'ombre de la Terre (voir la figure ci-contre). En dehors de ces conditions, ils sont généralement trop peu brillants pour être vus à l'œil nu. Les nuages noctulescents représentent un phénomène d'aérologie mal compris, notamment les conditions de leur formation et de leur maintien.
Il a été proposé dans le passé, comme explication de ce phénomène, que les nuages noctulescents étaient en fait composés de cendre volcanique ou de poussières météoritiques. Il a été démontré plus récemment que ces nuages sont surtout composés de glace, qui se condense sur les noyaux de congélation formés par ces poussières, ou spontanément, ce qui a été confirmé par le satellite UARS. Il semble que ces nuages soient un phénomène relativement récent, rapporté pour la première fois en 1883, peu de temps après l'éruption du volcan Krakatoa. Depuis plusieurs années, il est établi que la vapeur d'eau relâchée par les lanceurs spatiaux contribue à la formation de nuages noctulescents vers 100-110 km d'altitude,.
Les nuages noctulescents peuvent être étudiés depuis le sol, depuis l'espace, et même in situ par des fusées, mais ils sont trop hauts pour être atteints par les ballons stratosphériques. Le satellite AIM, lancé en 2006, est destiné à la recherche sur les nuages noctulescents,.

### Galerie

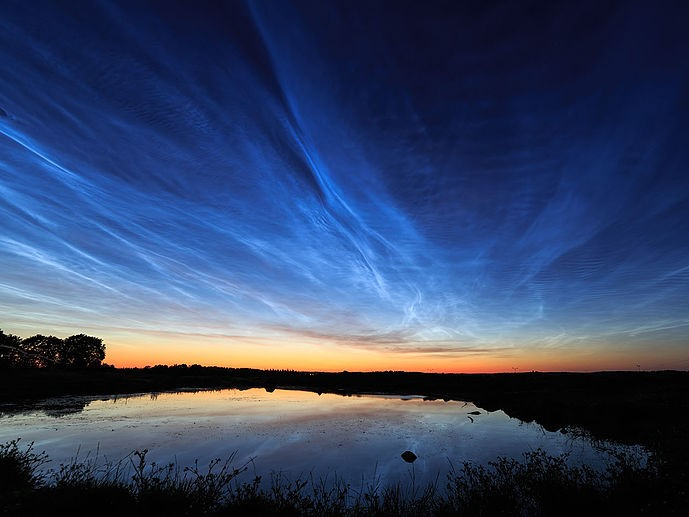
Au-dessus d'Uppsala en Suède.
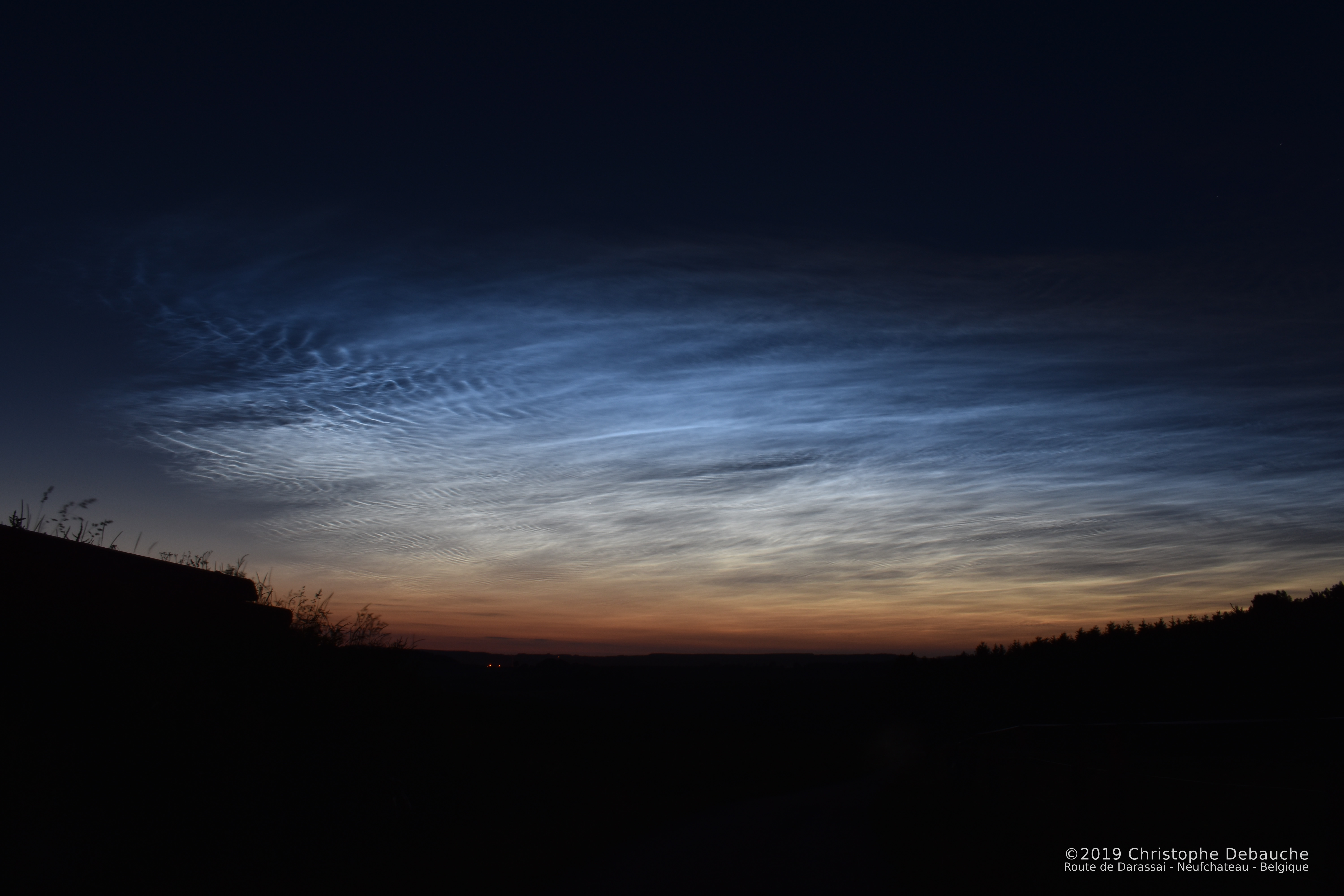
Photo prise près de Neufchateau en Belgique le 21 juin 2019
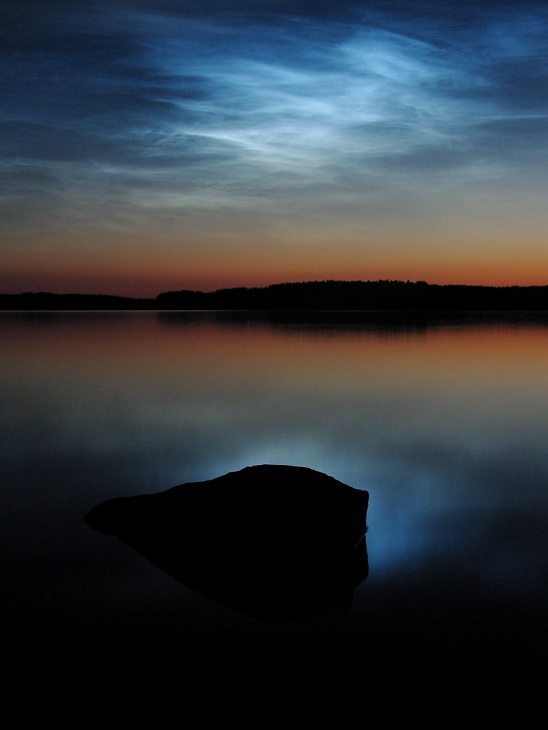
Au-dessus du lac Saimaa.
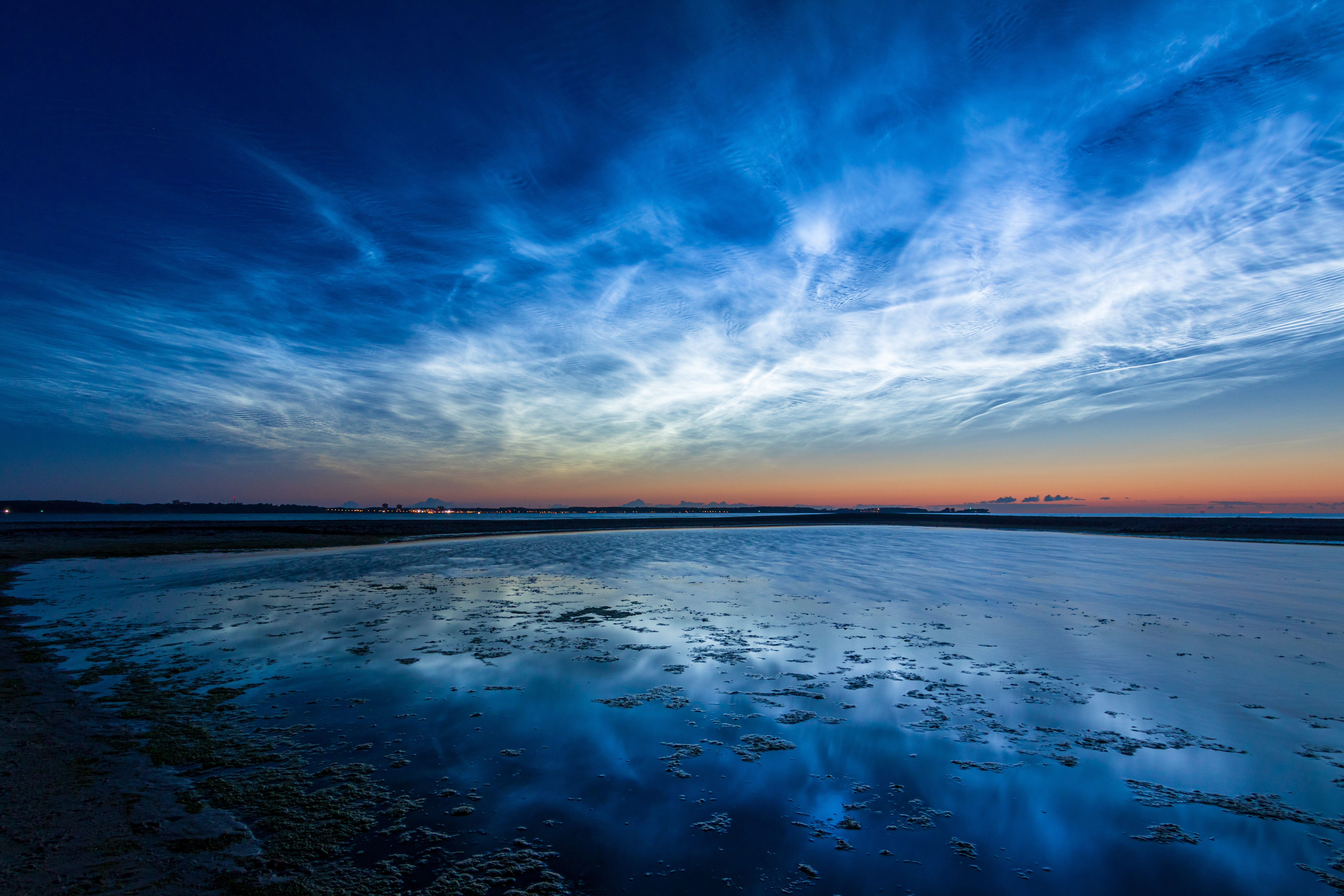
Au-dessus de Laboe, Allemagne. Juin 2019.
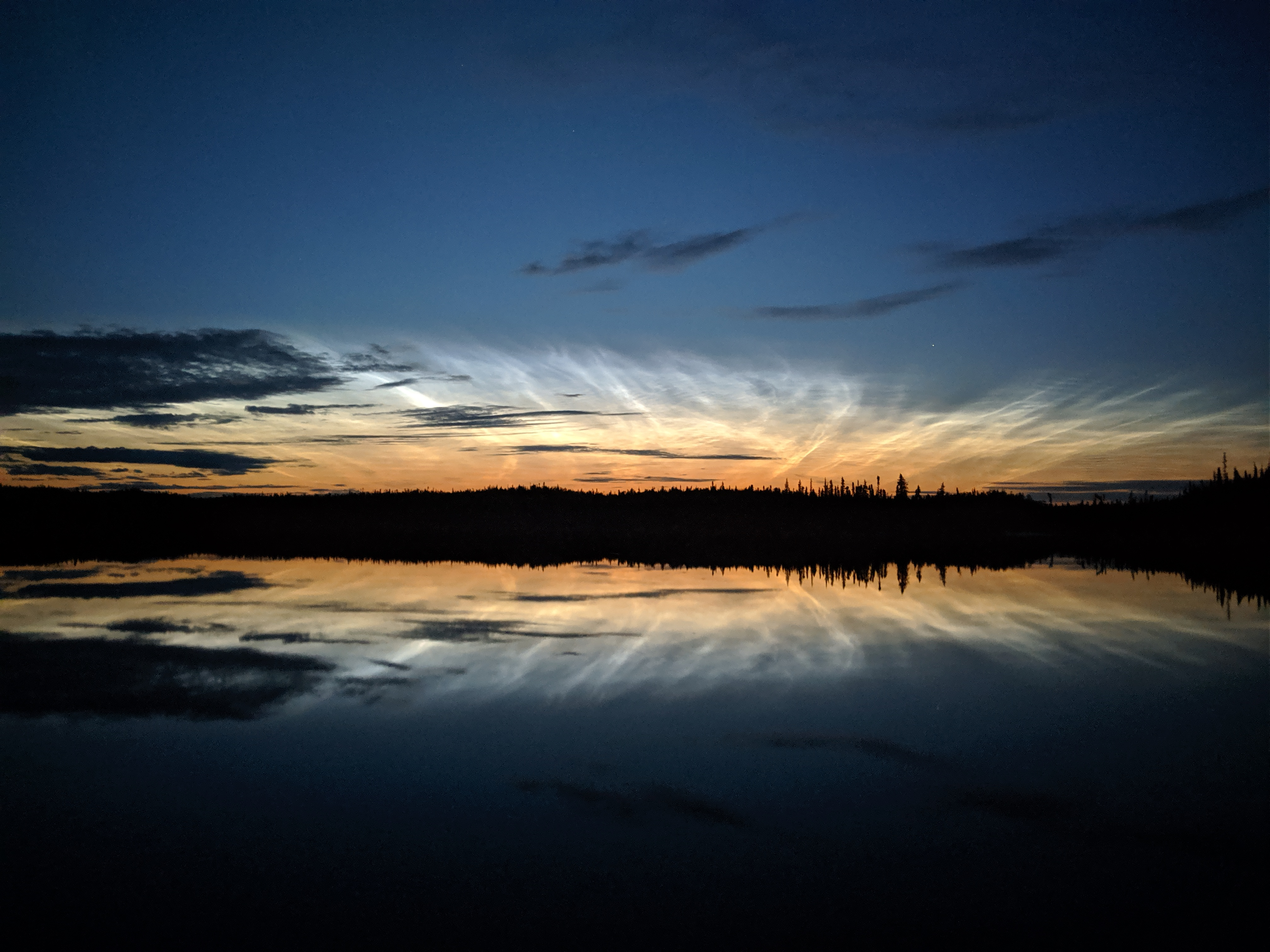
Hidden Lake, Territoires du Nord-ouest au Canada. Photo prise Lundi le 12 août 2019, 02:28 am
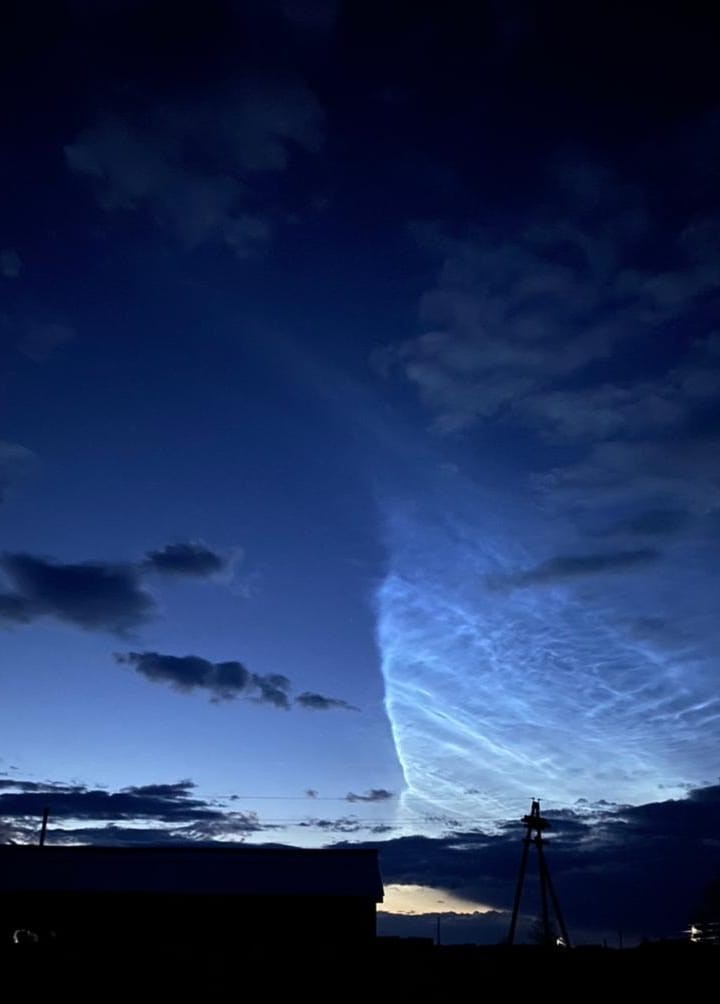
Nuages nocturnes en Bouriatie, Russie